# اتحادیه بصوری
اتحادیه بصوری (به لاتین: Basuari Union) یک منطقهٔ مسکونی در بنگلادش است که در Bagherpara Upazila واقع شده‌است.
 اتحادیه بصوری  ۴۰٬۰۰۰ نفر جمعیت دارد.